# Епонж
Епо́нж (від фр. eponge — «губка») — бавовняна, шовкова або напівшовкова шорстка тканина полотняного переплетення, що покрита вузликами. Має різнокольорові малюнки у вигляді меланжа, клітинок, смуг тощо. Виготовляється з фасонної пряжі. Використовується для пошиття жіночого і дитячого вбрання.